# Ліхтарна акула малоока
Ліхтарна акула малоока (Etmopterus litvinovi) — акула з роду Ліхтарна акула родини Ліхтарні акули.

## Опис
Загальна довжина досягає 61 см. Голова велика. Морда коротка. Рот відносно широкий та зігнутий дугою. Зуби верхньої щелепи з багатьма верхівками. На нижній щелепі зуби розташовані в 1 рядок, розташовані в суцільну ріжучу карйку. У неї 5 пар коротких зяюрових щілин. Тулуб щільний, помірно гладке. Має 2 спинних плавця з шипами. Передній плавець маленький та вузький. Його плавець невеликий. Задній плавець в 2 рази більше за передній. Його шип довгий та зігнутий. Хвостовий плавець короткий та широкий. Анальний плавець відсутній.
Забарвлення сіро-буре. Черево та нижня частина голови має чорний колір. В області хвостового стебла та на хвостовому плавці є чорні відмітини. Має ділянки з фотофторами, що світяться у темряві.

## Спосіб життя
Тримається на глибинах від 630 до 1100 м. Здійснює вертикальні добові міграції. Полює біля дна та у середніх шарах води. Активний хижак. Живиться дрібною костистою рибою, кальмарами, креветками та крабами.
Це яйцеживородна акула. Народжені акуленята сягають 17 см.

## Розповсюдження
Мешкає на південному сході Тихого океану — в області підводних хребтів Наска та Сала-і-Гомес (розташовані в акваторії Перу та Чилі).